# Salvatore Giuliano
Salvatore Giuliano alias Turiddu Giuliano (* 16. November 1922 in Montelepre; † 5. Juli 1950 in Castelvetrano) war ein sizilianischer Bandit und Separatist, der zu Lebzeiten als „Robin Hood Siziliens“ bekannt und als Volksheld verehrt wurde. Als nach seinem Tod seine Kontakte zur Mafia aufgedeckt wurden, verblasste der politische Mythos vom Volkshelden.

## Biografie

### Kindheit
Giuliano wurde am 16. November 1922 in Montelepre, einem Ort 15 km westlich von Palermo, als viertes Kind von Salvatore Giuliano sen. und Maria Lombardo Giuliano geboren. Er hatte einen älteren Bruder und zwei ältere Schwestern. Die Familie war kurz vor seiner Geburt von Brooklyn nach Montelepre, dem Heimatdorf der Eltern, zurückgekehrt. Der Vater arbeitete in der Landwirtschaft und betrieb eine kleine Mühle. Salvatore Giuliano jun. besuchte die Grundschule und begann im Alter von 13 Jahren als Laufbursche für seinen Vater und verschiedene Unternehmen in Montelepre zu arbeiten. Schon von Kindheit an begeisterte er sich für alles Amerikanische.

### Bandit und Separatist
Nach der Invasion der Alliierten auf Sizilien 1943 blühte auf dem Schwarzmarkt der Handel mit Getreide und Mehl. Am 2. September 1943 war Giuliano unterwegs, um zwei Mehlsäcke nach Montelepre zu transportieren und sie auf dem Schwarzmarkt zu verkaufen. Bei einer Polizeikontrolle kam es zum Schusswechsel. Giuliano tötete einen Polizisten, konnte flüchten und in den Bergen von Montelepre untertauchen.
Unter dem Verdacht, ihm Unterschlupf zu gewähren, nahm man seinen Vater und weitere Mitglieder der Familie fest. Anfang 1944 gelang es Giuliano, seine Verwandten und andere Häftlinge aus dem Gefängnis von Monreale zu befreien. Ein Teil dieser Männer schloss sich ihm an und er bildete eine straff geführte Bande, die in den folgenden Jahren Schwarzmarktgeschäfte betrieb, Raubüberfälle beging oder Personen entführte, um Geld für Lebensmittel und Waffen zu erpressen.
Im Unterschied zu anderen Banditen befasste sich Giuliano auch mit verschiedenen politischen Ideen. Im Frühjahr 1945 traf er führende Mitglieder der Separatistenbewegung, die sich für die Unabhängigkeit Siziliens einsetzten. Vor allem auf Betreiben von Concetto Gallo, einem Rechtsanwalt aus Palermo, trat er mit seinen Männern der EVIS (Esercito Volontario per l’Indipendenza della Sicilia, deutsch: Freiwilligenarmee für die Unabhängigkeit Siziliens) bei und erhielt als Gegenleistung den Rang eines Obersten, eine Million Lire und Waffen. Außerdem sagte man ihm Amnestie zu, falls Sizilien unabhängig werde. Im Auftrag der Separatisten griff er fünf Kasernen der Carabinieri an. Gleichzeitig setzte er mit seiner Bande die eigenen Raubzüge fort.
Giuliano strebte nicht nur die Unabhängigkeit von Italien an, sondern eine Angliederung an die Vereinigten Staaten. 1946 schickte er über einen Mitarbeiter der CIA einen Brief an US-Präsident Harry S. Truman, in dem er Sizilien als weiteren Bundesstaat Amerikas vorschlug. Da sowohl die Mafia als auch die Großgrundbesitzer Interesse an einem unabhängigen Sizilien hatten, war dieser Vorschlag Giulianos unter Umständen mit ausschlaggebend für seine Ermordung.

### Kontakte zur Mafia
Ohne die Zusammenarbeit mit der Mafia und deren Schutz wäre es Giuliano nicht möglich gewesen, seine Bande zur stärksten in Sizilien zu machen. Wenn er jemanden entführte, wussten die Angehörigen, dass sie sich an den lokalen Mafiaboss wenden mussten. Dieser sorgte für die sichere Rückkehr und teilte mit Giuliano das Lösegeld.
Er unterzog sich 1947 den Aufnahmeriten der Mafia. Tommaso Buscetta berichtete in seinen umfassenden Aussagen, Giuliano sei ihm „als seinesgleichen“ vorgestellt worden. Diese Aussage ist inzwischen umstritten. Nachgewiesen ist, dass Giuliano u. a. in Villalba über Calogero Vizzini Kontakte zur Mafia unterhielt. Vizzini war damals der Capo dei Capi, der oberste Mafiaboss Westsiziliens.
Im gleichen Jahr kam es zu einem Ereignis, das als Blutbad von Portella della Ginestra in die jüngere Geschichte Siziliens einging. Portella della Ginestra ist ein offenes Geländestück in der Nähe von Piana degli Albanesi. Hier versammelten sich am 1. Mai 1947 Mitglieder der Sozialistischen Partei und der Kommunistischen Partei, um den Wahlerfolg ihres Bündnisses Blocco del popolo („Volksblock“) bei den Regionalwahlen und den Tag der Arbeit zu feiern. Unterbrochen wurden die Feierlichkeiten durch einen zehnminütigen Maschinengewehrbeschuss von Giulianos Bande. Elf Menschen wurden getötet, darunter auch vier Kinder, über 30 Personen wurden schwer verletzt.
Die Ermittlungen zur Aufklärung des Anschlags gingen nur schleppend voran und führten zu verschiedenen Spekulationen. Die einen behaupteten, die Mafia habe den Anschlag verübt und versuche nun, Giuliano die Schuld zuzuschieben. Andere gingen davon aus, Giuliano sei im Auftrag der Mafia, möglicherweise sogar des damaligen Innenministers Mario Scelba, gegen Linke und Kommunisten vorgegangen. In einem offenen Brief übernahm Giuliano jedoch die alleinige Verantwortung und erklärte, dass es keine Hintermänner gebe. Er selbst habe den Befehl erteilt, über die Menge hinwegzuschießen, die Toten seien ein bedauerliches Versehen.

### Verfolgung und Tod
Nach dem Anschlag von Portella della Ginestra hatte Giuliano offiziell Hundertschaften der Polizei gegen sich und auch die Mafia ließ ihn fallen. Es gelang ihm zwar, weitere drei Jahre unterzutauchen und seine kriminellen Aktivitäten fortzusetzen, aber immer mehr Mitglieder seiner Bande wurden festgenommen, wobei die Mafia häufig mit Informationen nachhalf. Die Carabinieri sollten sich auf Befehl des Obersten Ugo Luca inoffiziell bei seiner Verfolgung zurückhalten.
Im Sommer 1950 stellte man Giulianos Komplizen in Viterbo vor Gericht und hoffte auf die rasche Aufklärung noch ungeklärter Fragen. Kurz nach Beginn der Verhandlungen fand man am 5. Juli 1950 Giulianos Leiche in einem Hinterhof in Castelvetrano, außerhalb seines Reviers. Man gab bekannt, Carabinieri hätten ihn bei einem Schusswechsel aus Notwehr getötet.
Der Journalist Tommaso Besozzi fand jedoch heraus, dass diese offizielle Version nicht der Wahrheit entsprach. Giuliano wurde in seinem Unterschlupf erschossen und die Leiche anschließend von den Carabinieri nach Castelvetrano gebracht. Täter war vermutlich Gaspare Pisciotta (bekannt als Aspanu), ein Cousin und Vertrauter Giulianos und Leutnant in dessen Bande, später aber auch Spion der Carabinieri.

## Mythos
Jahrelang unauffindbar für die Polizei, empfing Giuliano von 1945 an häufig Journalisten aus dem In- und Ausland, ließ sich in heldenhaften Posen fotografieren und gab Interviews. Dabei legte er großen Wert darauf, von sich das Bild des Robin Hoods von Sizilien aufzubauen. Die Presse unterstützte ihn, denn regelmäßig erschienen in den Tageszeitungen Berichte über seine Heldentaten zugunsten der ausgebeuteten und unterdrückten Bevölkerung.

## Tatsachen
Erwiesen ist, dass Giuliano mit der Mafia und auch Politikern zusammenarbeitete und über 400 Menschen ermordete. Bis heute nicht eindeutig geklärt ist, wer das Blutbad von Portella della Ginestra veranlasste und wer ihn ermordete. Als man den Prozess von Viterbo nach seinem Tod fortsetzte, behaupteten die Angeklagten erneut, der Anschlag sei von höchster Stelle angeordnet worden. Trotzdem gelangte der Richter zu dem Schluss, dass allein Giuliano und seine Leute für das Blutbad verantwortlich seien.
Einige Indizien sprechen gegen das Urteil des Richters. Zum einen erhielt Giuliano unmittelbar vor dem 1. Mai 1947 einen Brief, den er las und sofort vernichtete. Anschließend informierte er seine Leute erstmals über den geplanten Anschlag auf das Fest. Die Herkunft des Briefes konnte nicht ermittelt werden. Außerdem überbrachten kurz nach dem Anschlag führende Mafiosi dem Polizeichef von Sizilien und dem Oberstaatsanwalt in Palermo ein Schreiben von Giuliano, das während der Ermittlungen spurlos verschwand. Derselbe Polizeichef namens Varvaro korrespondierte über die Mafia regelmäßig mit Giuliano und traf ihn mindestens einmal persönlich. Er war in der Todesnacht vom 4. zum 5. Juli 1950 Gast im Haus des Oberstaatsanwalts von Palermo. Auch Gaspare Pisciotta erschien bei diesem Treffen.
Gaspare Pisciotta wurde wegen seiner Beteiligung am Blutbad von Portella della Ginestra zu einer lebenslangen Freiheitsstrafe verurteilt und des Mordes an Giuliano angeklagt.

## Biografien über Giuliano

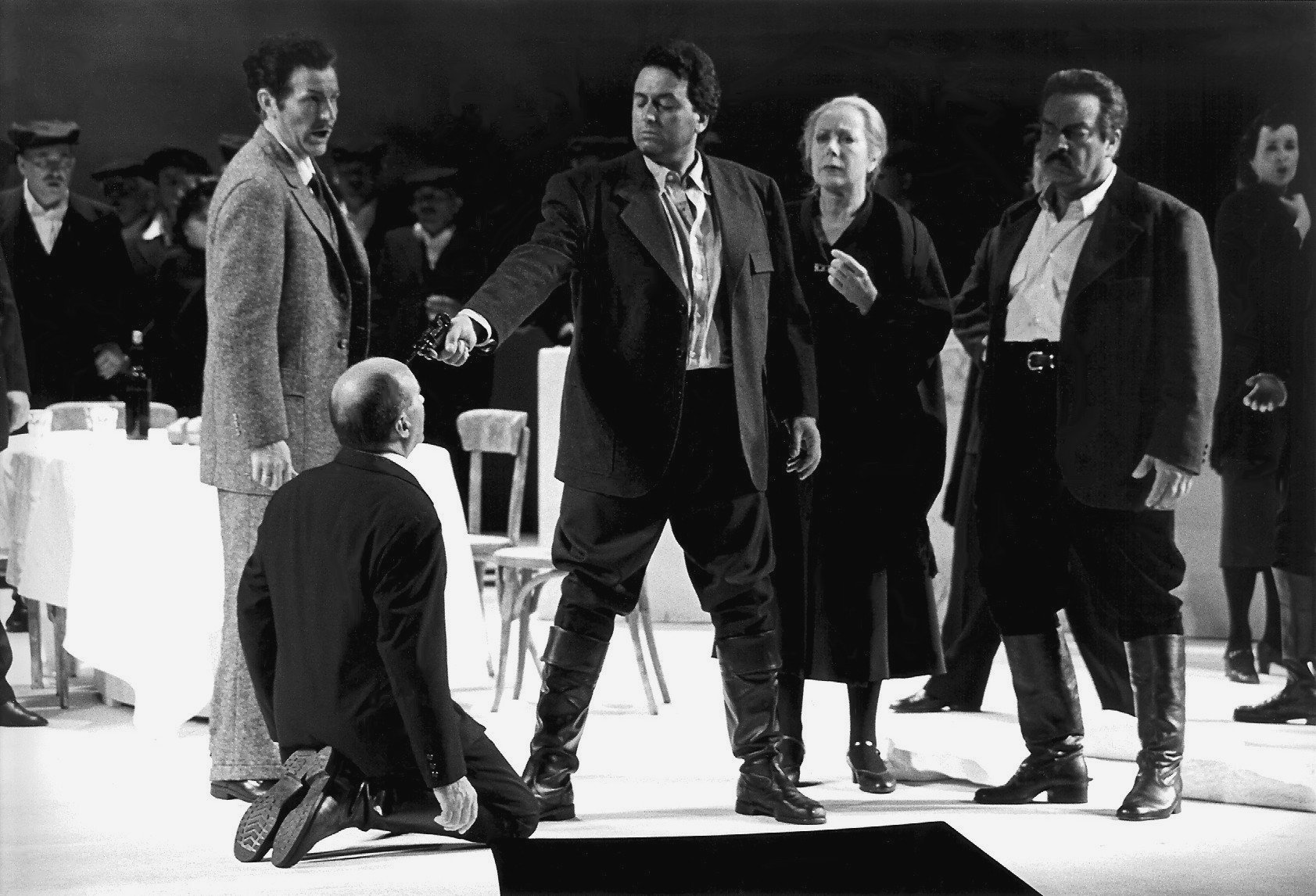
Szene aus der Oper Salvatore Giuliano von Lorenzo Ferrero, Staatstheater Kassel, 1996.

Über Salvatore Giuliano wurden an die 40 Biografien geschrieben, mehr als über jede andere Person der italienischen Nachkriegsgeschichte. Mario Puzo schilderte Teile seiner Lebensgeschichte in dem Roman Der Sizilianer. Der schottische Schriftsteller Gavin Maxwell bereiste Sizilien kurz nach Giulianos Tod, recherchierte unter seinen Freunden und Feinden und verarbeitete seine Erlebnisse in seinem Buch God Protect Me from My Friends.
Francesco Rosi drehte 1961 den dokumentarischen Spielfilm Wer erschoss Salvatore G.?. Der Film entstand an Originalschauplätzen und mit Laiendarstellern, die Giuliano kannten und das Blutbad von Portella della Ginestra miterlebt hatten. Miteinbezogen wurden Zeitungsberichte, Interviews und Zeugenaussagen. Rosis Filmbiografie trug wesentlich dazu bei, das Bild des Volkshelden, das die Presse aufgebaut hatte, zu relativieren.
Unter dem Titel Der Sizilianer drehte Michael Cimino 1987 einen Film nach der Romanvorlage von Mario Puzo. Im Gegensatz zu Rosi ließ er viele Tatsachen im Unklaren und zeigte Giuliano erneut als den Robin Hood Siziliens.
1986 fand die Uraufführung der Oper Salvatore Giuliano von Lorenzo Ferrero statt.
2001 wurden die Sommerfestspiele in Taormina mit dem Musical Salvatore Giuliano von Dino Scuderi eröffnet.